# Idaea tristriata
Idaea tristriata är en fjärilsart som beskrevs av Otto Staudinger 1892. Idaea tristriata ingår i släktet Idaea och familjen mätare. Inga underarter finns listade i Catalogue of Life.